# سان نيزييه لو ديزير
سان نيزييه لو ديزير (بالفرنسية: Saint-Nizier-le-Désert)‏ هي بلدية فرنسية تقع في إقليم آن في فرنسا. لها رمز إنسي 1381، ورمزها البريدي 1320.